# Phantia finita
Phantia finita är en insektsart som beskrevs av Dlabola 1989. Phantia finita ingår i släktet Phantia och familjen Flatidae. Inga underarter finns listade i Catalogue of Life.